# La Venganza de los Ex Brasil VIP (temporada 5)
Artículo Principal: La Venganza de los Ex Brasil
La quinta temporada de La Venganza de los Ex Brasil, un programa de televisión brasileño de telerrealidad, se estrenó en MTV Brasil el jueves 3 de octubre de 2019, y concluyó el 20 de diciembre de ese mismo año después de doce episodios. Por primera vez el programa no presentó a miembros del reparto desconocidos, sino a celebridades brasileñas además de participantes anteriores. La temporada se filmó entre agosto y septiembre de 2019 en Trancoso, Bahía.

## Reparto
- Negrita indica a los participantes originales, el resto son denominados como "ex".

| Episodios | Nombre                     | Edad | Procedencia       | Ex                                  |
| --------- | -------------------------- | ---- | ----------------- | ----------------------------------- |
| 12        | Any Borges                 | 24   | Brasilia          | João Gabriel Brey                   |
| 12        | Cinthia Cruz               | 19   | São Paulo         | Gabriel Romano                      |
| 12        | Fabio Beltrão              | 31   | Bragança Paulista | N/A                                 |
| 12        | Flávio Nakagima            | 31   | São Paulo         | Gabrielle Fernandes                 |
| 6         | Gui Araújo                 | 32   | São Paulo         | Catherine Bascoy, Vitória Bellato   |
| 12        | Hana Khalil                | 23   | Río de Janeiro    | Bruno Toledo, Jonas Bento           |
| 3         | Léo Picon                  | 23   | Cotia, São Paulo  |                                     |
| 12        | Lipe Ribeiro               | 27   | Río de Janeiro    | Marcelle Casagrande, Yasmin Burihan |
| 3         | Rebecca "MC Rebecca" Alves | 22   | Río de Janeiro    | N/A                                 |
| 12        | Rafa Porto                 | 20   | Fortaleza         | N/A                                 |
| 12        | Stéfani Bays               | 24   | São Leopoldo      | N/A                                 |
| 12        | Túlio Rocha                | 22   | Três Lagoas       | Mirela Janis, Catherine Bascoy      |
|           |                            |      |                   |                                     |
| 12        | Mirela Janis               | 22   | Goiânia           | Túlio Rocha                         |
| 11        | Gabriel "Biel" Romano      | 23   | São Paulo         | Cinthia Cruz                        |
| 10        | Marcelle Casagrande        | 26   | Río de Janeiro    | Lipe Ribeiro, Bruno Toledo          |
| 9         | Catherine Bascoy           | 18   | São Paulo         | Gui Araújo, Túlio Rocha             |
| 8         | João Gabriel Brey          | 24   | Brasilia          | Any Borges                          |
| 7         | Vitória Bellato            | 20   | Minas Gerais      | Gui Araújo, Rafael Devecz           |
| 7         | Gabrielle "Gabi" Fernandes | 23   | Santos            | Flávio Nakagima, Rodrigo Senna      |
| 6         | Bruno Toledo               | 30   | Río de Janeiro    | Hana Khalil, Marcelle Casagrande    |
| 5         | Rodrigo "Digow" Senna      | 33   | Santos            | Gabrielle Fernandes                 |
| 4         | Yasmin "Yá" Burihan        | 29   | São Paulo         | Lipe Ribeiro                        |
| 3         | Jonas Bento                | 33   | São Paulo         | Hana Khalil                         |
| 2         | Rafael Devecz              | 19   | São Paulo         | Vitória Bellato                     |

### Duración del reparto
| Nombre    | Episodios | Episodios | Episodios | Episodios | Episodios | Episodios | Episodios | Episodios | Episodios | Episodios | Episodios | Episodios |
| Nombre    | 1         | 2         | 3         | 4         | 5         | 6         | 7         | 8         | 9         | 10        | 11        | 12        |
| --------- | --------- | --------- | --------- | --------- | --------- | --------- | --------- | --------- | --------- | --------- | --------- | --------- |
| Any       |           |           |           |           |           |           |           |           |           |           |           |           |
| Cinthia   |           |           |           |           |           |           |           |           |           |           |           |           |
| Fábio     |           |           |           |           |           |           |           |           |           |           |           |           |
| Gui       |           |           |           |           |           |           |           |           |           |           |           |           |
| Hana      |           |           |           |           |           |           |           |           |           |           |           |           |
| Léo       |           |           |           |           |           |           |           |           |           |           |           |           |
| Lipe      |           |           |           |           |           |           |           |           |           |           |           |           |
| Nakagima  |           |           |           |           |           |           |           |           |           |           |           |           |
| Rafaela   |           |           |           |           |           |           |           |           |           |           |           |           |
| Rebecca   |           |           |           |           |           |           |           |           |           |           |           |           |
| Stéfani   |           |           |           |           |           |           |           |           |           |           |           |           |
| Túlio     |           |           |           |           |           |           |           |           |           |           |           |           |
|           |           |           |           |           |           |           |           |           |           |           |           |           |
| Mirela    |           |           |           |           |           |           |           |           |           |           |           |           |
| Biel      |           |           |           |           |           |           |           |           |           |           |           |           |
| Marcelle  |           |           |           |           |           |           |           |           |           |           |           |           |
| Catherine |           |           |           |           |           |           |           |           |           |           |           |           |
| João      |           |           |           |           |           |           |           |           |           |           |           |           |
| Vitória   |           |           |           |           |           |           |           |           |           |           |           |           |
| Gabi      |           |           |           |           |           |           |           |           |           |           |           |           |
| Bruno     |           |           |           |           |           |           |           |           |           |           |           |           |
| Digow     |           |           |           |           |           |           |           |           |           |           |           |           |
| Yá        |           |           |           |           |           |           |           |           |           |           |           |           |
| Jonas     |           |           |           |           |           |           |           |           |           |           |           |           |
| Rafael    |           |           |           |           |           |           |           |           |           |           |           |           |

## Actuaciones musicales
| Fecha                    | Artista       | Episodio    | Ref.  |
| ------------------------ | ------------- | ----------- | ----- |
| 2 de septiembre de 2019  | Vitor Kley    | Episodio 8  | [ 4 ] |
| 10 de septiembre de 2019 | Pabllo Vittar | Episodio 12 | [ 1 ] |

## Episodios
| N.º (total) | N.º (temp.) | Título        | Estreno original        |
| ----------- | ----------- | ------------- | ----------------------- |
| 45          | 1           | «Episodio 1»  | 3 de octubre de 2019    |
| 46          | 2           | «Episodio 2»  | 10 de octubre de 2019   |
| 47          | 3           | «Episodio 3»  | 17 de octubre de 2019   |
| 48          | 4           | «Episodio 4»  | 24 de octubre de 2019   |
| 49          | 5           | «Episodio 5»  | 31 de octubre de 2019   |
| 50          | 6           | «Episodio 6»  | 7 de noviembre de 2019  |
| 51          | 7           | «Episodio 7»  | 14 de noviembre de 2019 |
| 52          | 8           | «Episodio 8»  | 21 de noviembre de 2019 |
| 53          | 9           | «Episodio 9»  | 28 de noviembre de 2019 |
| 54          | 10          | «Episodio 10» | 5 de diciembre de 2019  |
| 55          | 11          | «Episodio 11» | 12 de diciembre de 2019 |
| 56          | 12          | «Episodio 12» | 19 de diciembre de 2019 |